# Principii di Barcellona
I principii di Barcellona sono il risultato di un confronto durato 3 anni tra il 1995 ed il 1998, intrapreso da un gruppo di 22 partner di differenti nazioni, all'interno della Comunità Europea allargata e coordinato dal Danish Centre for Ethics and Law in Nature and Society, sito a Copenaghen.

Essa è spesso più nota come: "The Barcelona Declaration on Policy Proposals to the European Commission on Basic Ethical Principles in Bioethics and Biolaw". 

Tale discussione è avvenuta a tutti i livelli, interessando educatori, ricercatori, professionisti, ma soprattutto cittadini europei.

Il fine era quello di stimolare un grande dibattito pubblico su alcuni temi particolarmente vitali e controversi.

Questo confronto ha avuto principalmente quattro grandi momenti formativi:

il meeting di Copenaghen, quello di Sheffield, di Utrecht, ed infine il meeting di Barcellona.

Il tutto è esitato in una pubblicazione in due volumi:
- Basic Ethical Principles in European Bioethics and Biolaw vol I
- Basic Ethical Principles in European Bioethics and Biolaw vol II[1]

Questi principii (di autonomia, dignità, integrità e di vulnerabilità), sono stati esposti come una summa di principii etici di base, denominati con il termine di Dichiarazione di Barcellona, e presentati alla Commissione europea.

In tale modo sono divenuti i principii etici fondatori della comunità europea.

## Principali aspetti caratteristici della Dichiarazione
In particolare i principali punti di attenzione all'interno della discussione furono:
- trovare una visione comune europea, pur nel rispetto delle diversità delle singole nazioni, per quanto riguarda la novità e le sfide portate dalla genetica e dalla biotecnologie,[2]
- trovare una visione comune europea per quanto concerne i limiti al concetto di autonomia. Particolarmente per quanto riguarda bambini, handicappati psichici, malati di demenza, e generalmente tutte le persone non autosufficienti.[2]
- La domanda di fondo era la seguente: Il rispetto dell'individuo termina con il rispetto della sua autonomia? Nel campo della bioetica, il principio di autodeterminazione è il solo principio etico della responsabilità sociale ed individuale?[2]
- attenzione alla cura degli altri, secondo l'etica della solidarietà.[2]
- Spostare l'attenzione da una visione antropocentrica ad una visione del mondo come un intero, attenzione non solo al benessere degli esseri umani ma, anche attenzione all'equità sociale, benessere degli animali e sostenibilità ambientale.[2]

Il gruppo ha lavorato con il metodo del consenso.

## Principii
Dai quattro momenti di confronto sovrariportati (Copenaghen, Sheffield, Utrecht, Barcellona) ne è nato un quadro di riferimento che pone la massima attenzione, sia nella cura che nella terapia, sui seguenti quattro punti:

1) autonomia. che è composta da 5 aspetti

1a) la capacità di dare un senso ed un fine alla vita,

1b) la capacità di essere etico, avere una "autoregolamentazione", ed una propria intimità,

1c) la capacità di agire e riflettere senza coercizione,

1d) la capacità di responsabilità personale e coinvolgimento politico,

1e) la capacità di consenso informato.
2) integrità. Con esso si esprime il nucleo intoccabile, sine qua non la condizione base per una vita che sia dignitosa, sia fisicamente che mentalmente, e che non debba essere soggetta ad interventi esterni.
3) dignità , ovvero la proprietà in virtù della quale gli esseri viventi posseggono stato etico.
Esistono parecchie differenti concezioni di dignità in Europa:
- la capacità di azione autonoma, oppure
- la capacità di fare esperienza di dolore o piacere, oppure
- il sentirsi essere umano, oppure
- il sentirsi un organismo vivente, oppure
- sentirsi parte di un sistema.

Riconoscendo vari punti di vista il punto di vista di Barcellona ritiene senza dubbio corretto sostenere che gli esseri umani abbiano doveri verso la parte non umana della natura vivente.

4) vulnerabilità.
Essa esprime principalmente due idee:

a) L'idea della finitezza e la fragilità della vita che, in coloro capaci di autonomia, ponga le fondamenta per la possibilità e la necessità dell'etica.

b) La cura per il vulnerabile.
I vulnerabili sono coloro i quali possono essere minacciate dignità ed integrità.
Ma quest'ultimo principio (forse il più caratteristico di questa dichiarazione di principii) è che la cura per il vulnerabile richieda non solo non interferenza con l'autonomia, dignità ed integrità degli esseri viventi ma, anche che essi ottengano assistenza per permettere la realizzazione di questo loro potenziale.

## Considerazioni finali
Vi è stato un ampio consenso sul termine vulnerabilità, mentre vi sono state ampie diversità di veduta sul termine dignità.

Ogni nazione dovrebbe avere un servizio sanitario pubblico, strutturato in base a questa dichiarazione.

La eutanasia ed altri trattamenti di fine vita dovrebbero essere oggetto di un esteso dibattito e di pubbliche consultazioni.

Agli embrioni dovrebbe essere accordato uno stato etico proporzionale al loro livello di sviluppo.

Si riconosce che ai bambini nati da donazione del gamete dovrebbe aver diritto ad informazioni sui loro genitori genetici mentre, a si riconosce a questi ultimi la non responsabilità e la assenza di doveri nei confronti di questi ultimi.
Le singole legislazioni dovrebbero proteggere il mondo animale e la biosfera.